# Cascia
Cascia és una localitat i comune italiana de la província de Perusa, regió d'Úmbria, amb 3.245 habitants. En ella hi ha la Basílica de Santa Rita de Càssia.

## Evolució demogràfica[1]
| Gràfica d'evolució de Cascia entre 1861 i 2001 |
|                                                |

## Agermanament
- Monachil, Espanya